# Ramnared
Ramnared är en by i Drängsereds socken, Hylte kommun.
Ramnared ligger på en moränplatå väster om Ramnaån. En väg passerar området i öst-västlig riktning. Bebyggelsen ligger främst på vägens norra sida i skogsbrynet. Av ortnamnet att döma uppkom byn under medeltiden. På ägorna finns dock flera spår av äldre bebyggelse, både brons- och järnåldersgravar. I samband med vägbygge på 1930-talet påträffades även rester av hällkistor. Mycket av det äldre odlingslandskapet finns ännu bevarat, och länsstyrelsen i Hallands län klassade 2019 området som ett riksintresse för kulturmiljövården.